# Лісова хаща
Лісова́ ха́ща — ботанічна пам'ятка природи місцевого значення в Україні. Об'єкт розташований на території Ковельського району Волинської області, на північ від села Скулин. 
Площа 6,7 га. Статус присвоєно згідно з рішенням Волинської обласної ради від 03.03.1993 року № 18-р. Перебуває у віданні філії «Ковельське лісове господарство», Скулинське лісництво, кв. 26, вид. 22-23. 
Статус присвоєно для збереження частини лісового масиву — заболоченого субору, в якому переважають сосново-березові насадження IV бонітету віком понад 100 років.

## Галерея

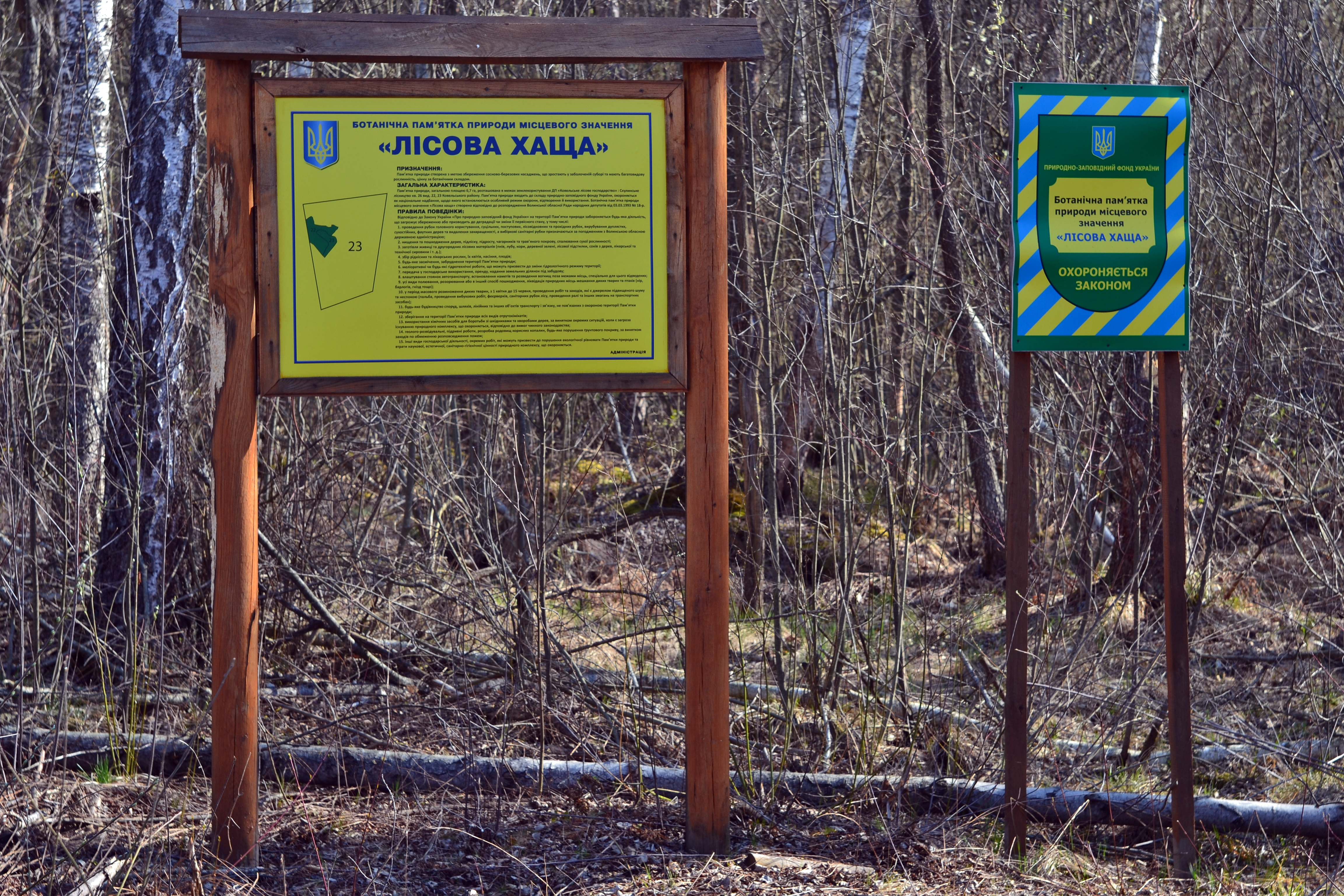
Охоронні знаки
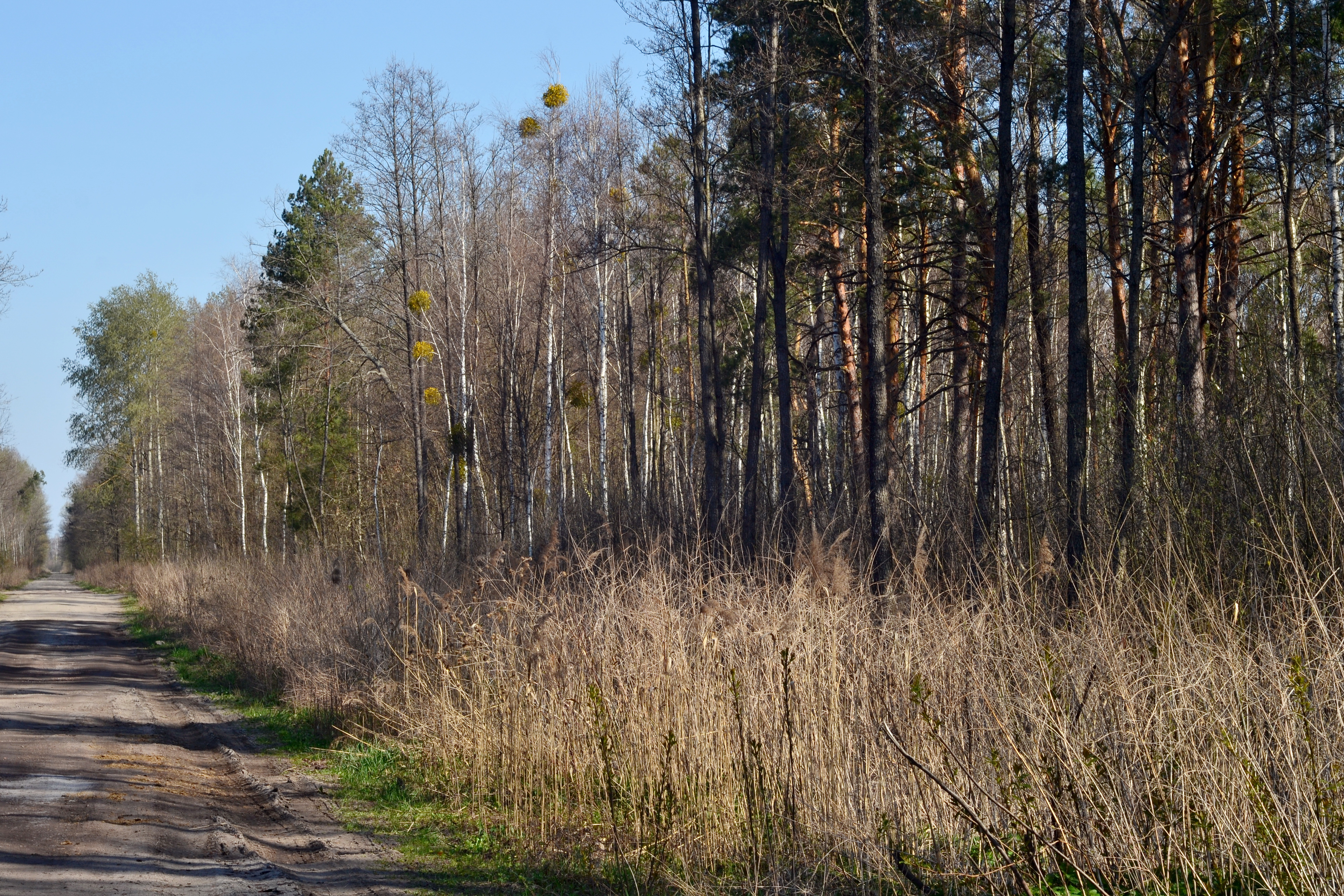
Вигляд з дороги
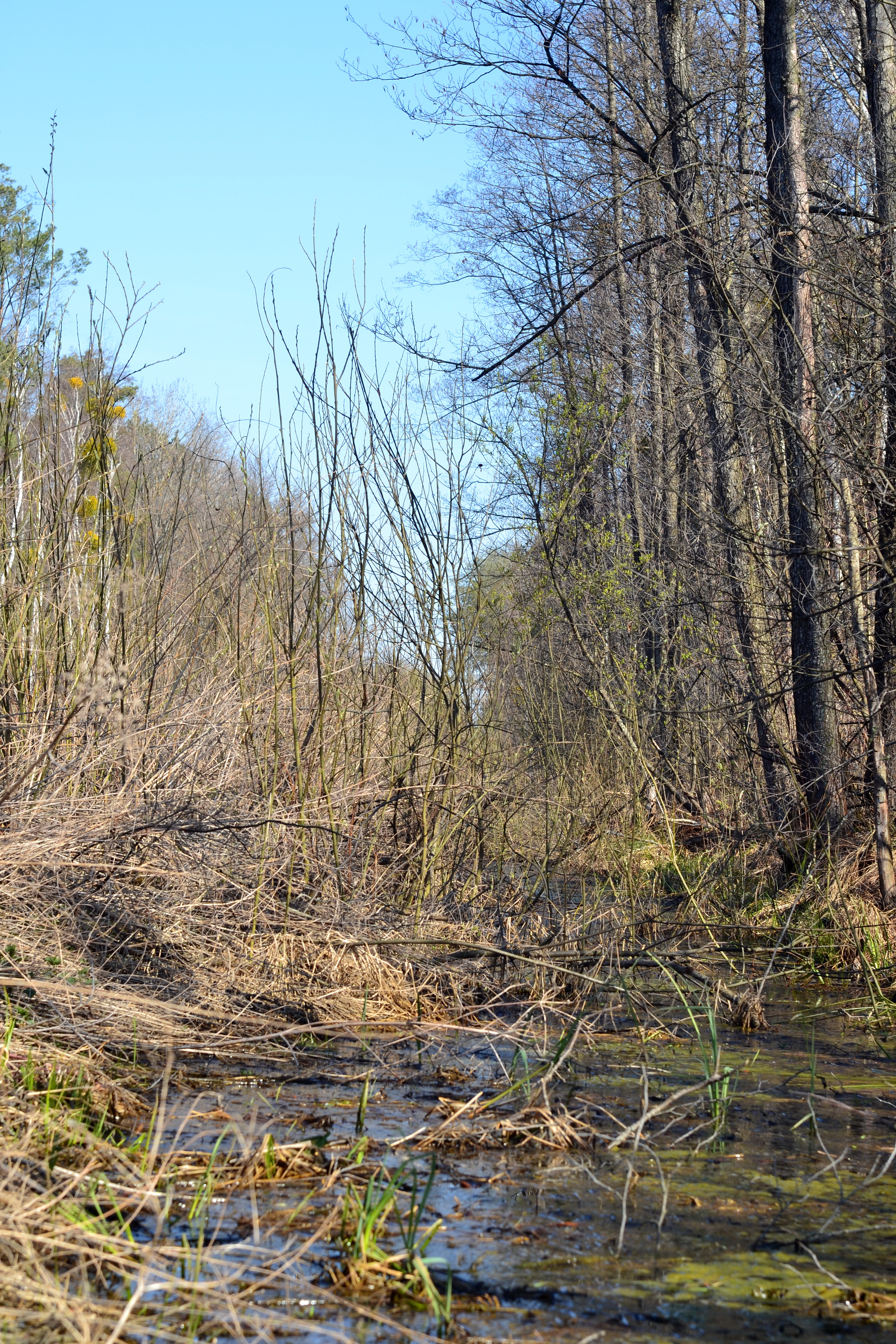
Вигляд біля дороги
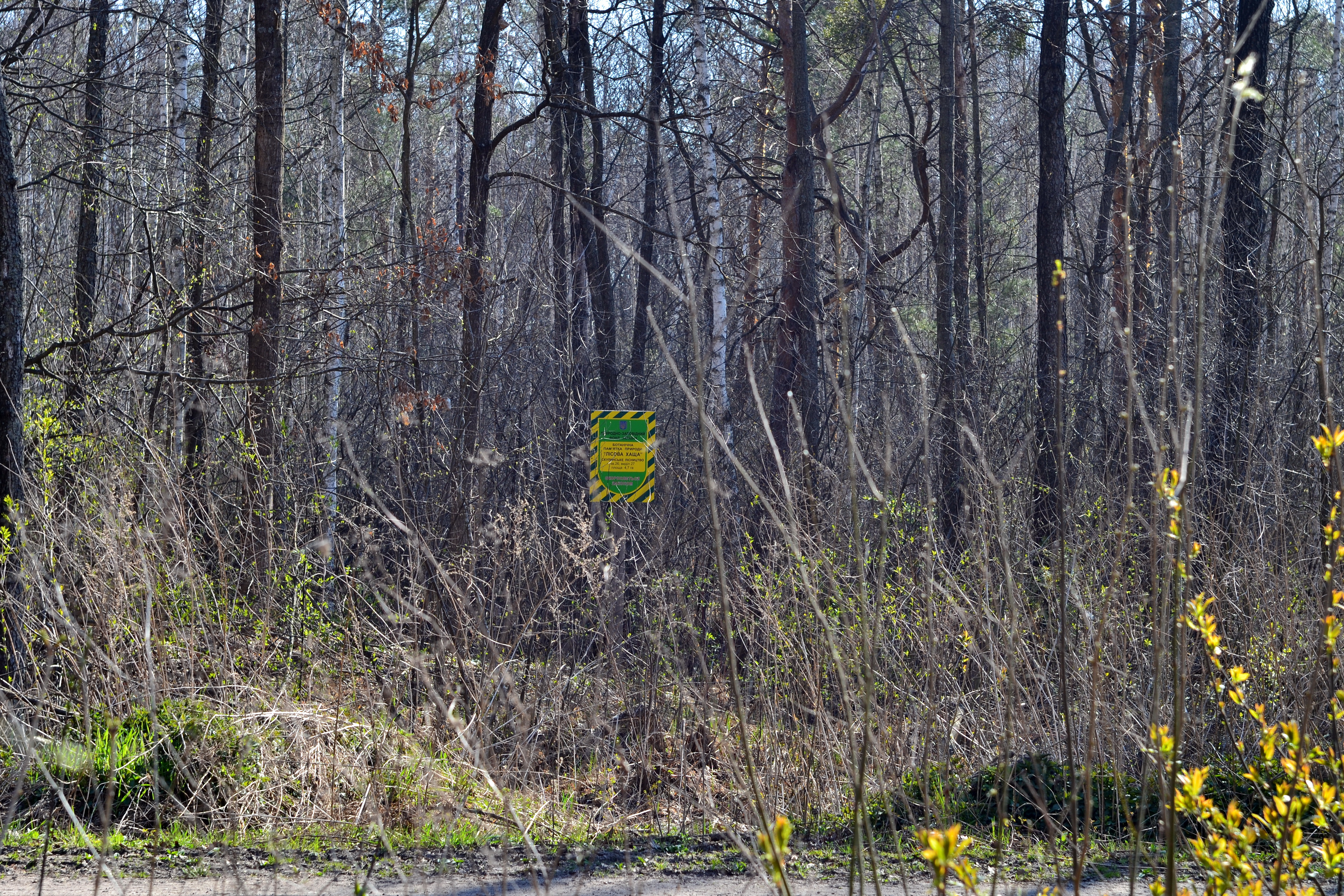
Охоронна дошка